# Kjell Peersman
Kjell Peersman (Wilrijk, 21 mei 2004) is een Belgisch voetballer die als doelman uitkomt voor PSV. In het seizoen 2024/25 speelde hij op huurbasis voor Lierse SK. Hij is de zoon van ex-doelman Tristan Peersman.

## Clubcarrière
Peersman ruilde in 2014 de jeugdopleiding van KVC Westerlo voor die van PSV. In juni 2020 ondertekende hij een profcontract tot 2023 bij de Nederlandse club.
Op 10 januari 2022 maakte Peersman, die begin juli nog maandenlang uitviel met een knieblessure, zijn profdebuut: bij Jong PSV mocht hij op de 21e competitiespeeldag in doel staan tegen Almere City. Jong PSV won de wedstrijd met 5-1. Peersman maakte zijn profdebuut onder Ruud van Nistelrooij, die ook al zijn trainer was geweest bij de U18 van PSV. Hij speelde in zijn debuutseizoen uiteindelijk acht competitiewedstrijden voor Jong PSV.
In juli 2022 ondertekende Peersman, wiens contract afliep op het einde van het seizoen, een contractverlenging tot 2026 bij PSV.

## Clubstatistieken
| Seizoen         | Club            | Land               | Competitie      | Competitie | Competitie | Beker | Beker | Supercup | Supercup | Europees | Europees | Totaal | Totaal |
| Seizoen         | Club            | Land               | Competitie      | Wed.       | Dlp.       | Wed.  | Dlp.  | Wed.     | Dlp.     | Wed.     | Dlp.     | Wed.   | Dlp.   |
| --------------- | --------------- | ------------------ | --------------- | ---------- | ---------- | ----- | ----- | -------- | -------- | -------- | -------- | ------ | ------ |
| 2021/22         | Jong PSV        | Vlag van Nederland | Eerste divisie  | 8          | 0          | —     | —     | —        | —        | —        | —        | 8      | 0      |
| 2022/23         | Jong PSV        | Vlag van Nederland | Eerste divisie  | 11         | 0          | —     | —     | —        | —        | —        | —        | 11     | 0      |
| Carrière totaal | Carrière totaal | Carrière totaal    | Carrière totaal | 19         | 0          | 0     | 0     | 0        | 0        | 0        | 0        | 19     | 0      |

Bijgewerkt op 14 februari 2023.

## Privé
- Hij is de zoon van ex-profdoelman Tristan Peersman.[1]